# Järnåldershuset Körunda

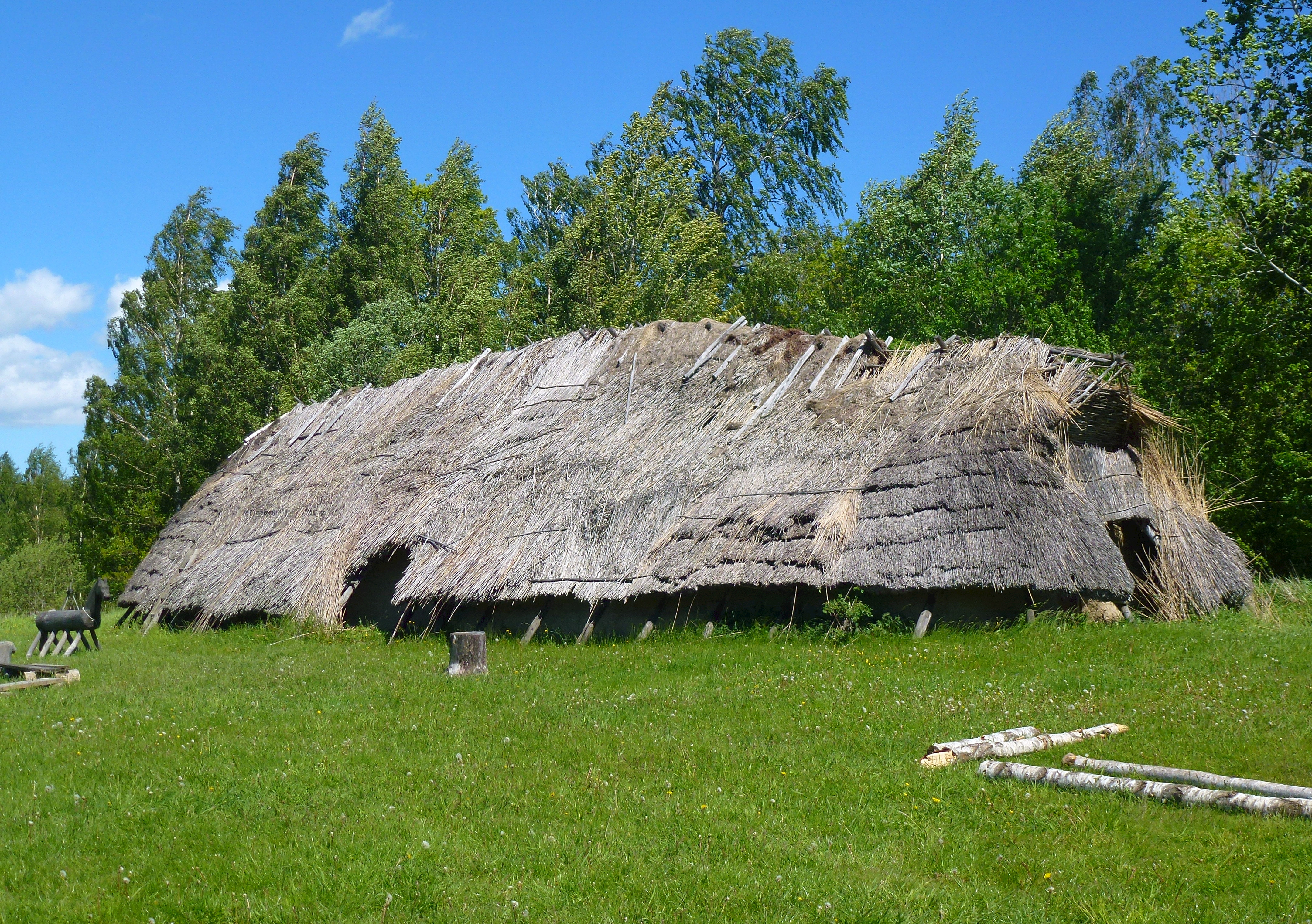
Järnåldershuset i juni 2015.

Järnåldershuset Körunda var ett rekonstruerat långhus från järnåldern som stod väster om sjön Muskan cirka fem kilometer norr om Ösmo i Nynäshamns kommun. 

## Beskrivning

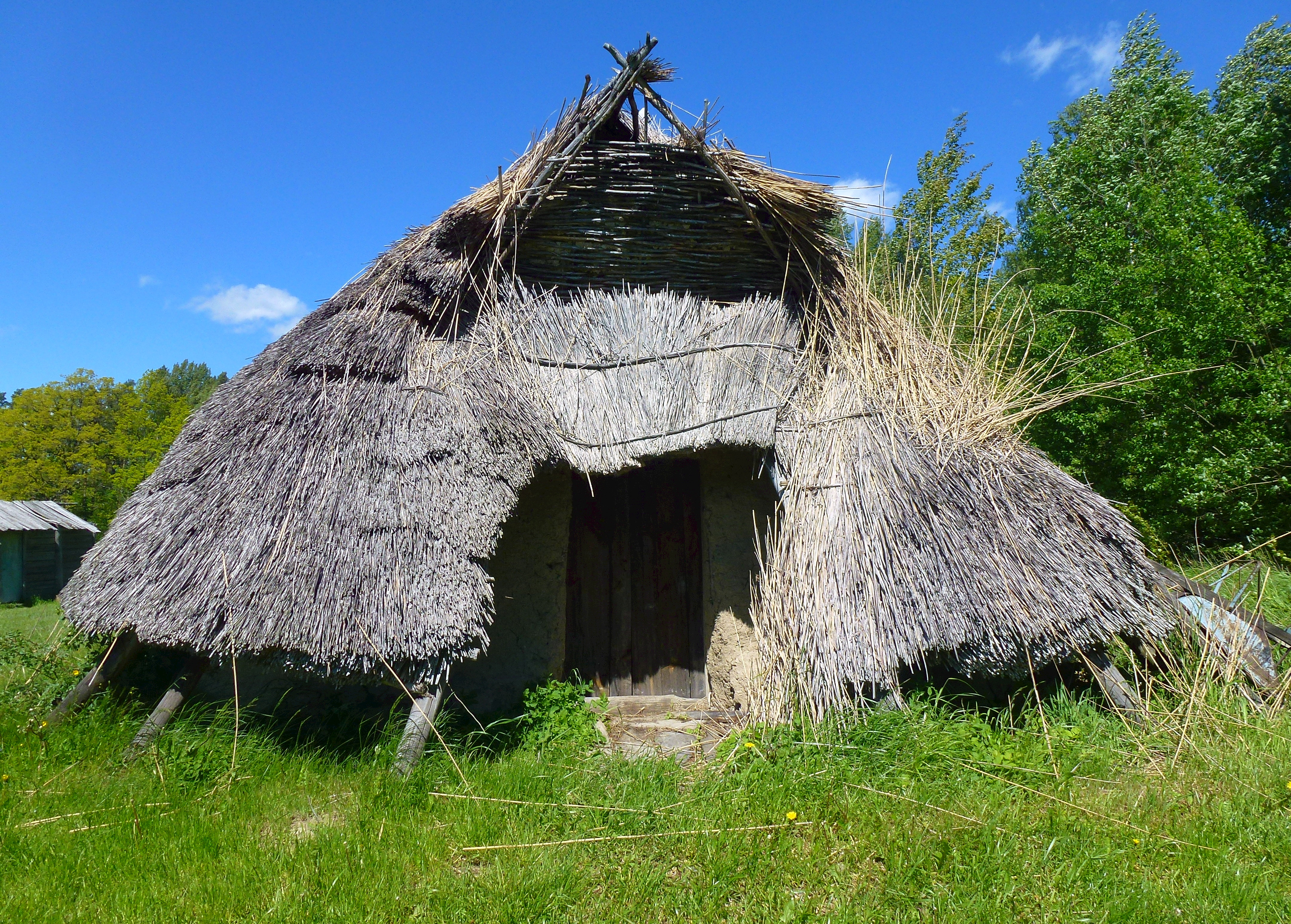
Södra kortsidan.

Järnåldershuset började byggas i mars 1998 och tog tre månader för tre personer att fullborda. Huset var en rekonstruktion av ett långhus vars lämningar återfanns i närheten. Ansvarig för bygget var forntidstekniker Jan Mellring från Nynäshamn. Byggnaden var ett treskeppigt långhus med konvex takbärande konstruktion, cirka 20 meter lång och sex meter bred. Väggarna bestod av lerklinat flätverk. In- och utgångar fanns på varje långsidas mitt och på varje kortsida. Eldplatsen låg centralt i huset och röken drog ut genom taket. Taket var täckt med vass, som räckte nästan ända ner till marken.

## Händelser
- Föreningen Tostesta Felag tog över 2008 från Järnåldershusets Intresseförening (JIF). De höll öppet huset under sommaren och arrangerade en marknad med bland annat handel, underhållning, hantverk och samtida mat. Under resten av året kunde huset hyras eller hållas öppet efter överenskommelse och föreningen hade även annan verksamhet såsom kurser i hantverk, gillen eller blot.
- I februari 2015 spelades här några avsnitt in för Julkalendern 2015. Järnåldershuset med sina närmaste omgivningar blir en del av en historielektion om barnens historia i 24 delar som börjar år 1015 och slutar år 2015.
- 2019 spelades scener till filmen Vikingasystrar in i och utanför huset.
- 2022 sas arrendet till Tostesta Felag upp av Nynäs kommun efter dåliga ekonomiska år för föreningen pga Covid-19-pandemin.  Huset har sedan dess monterats ner.

## Interiörbilder

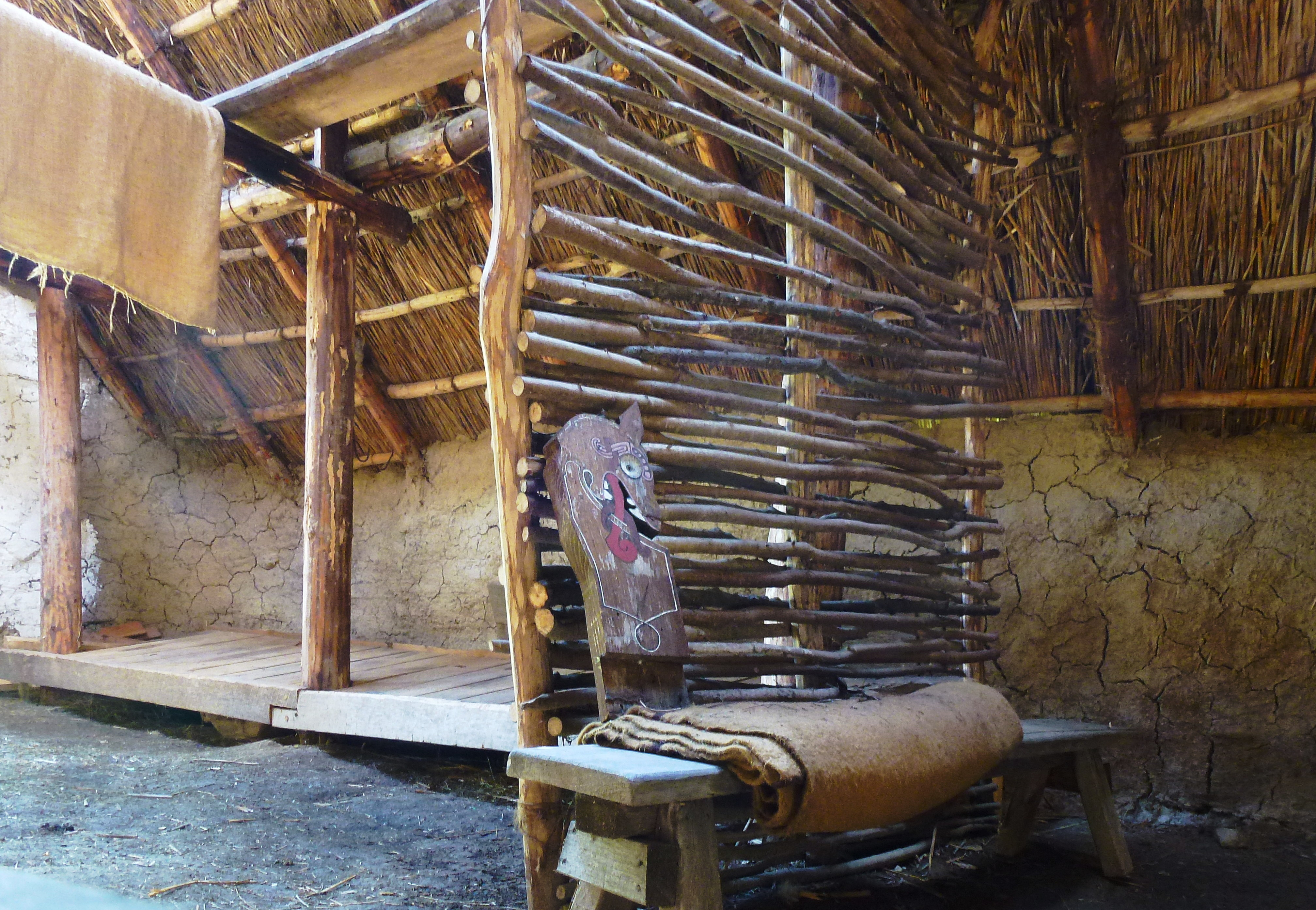
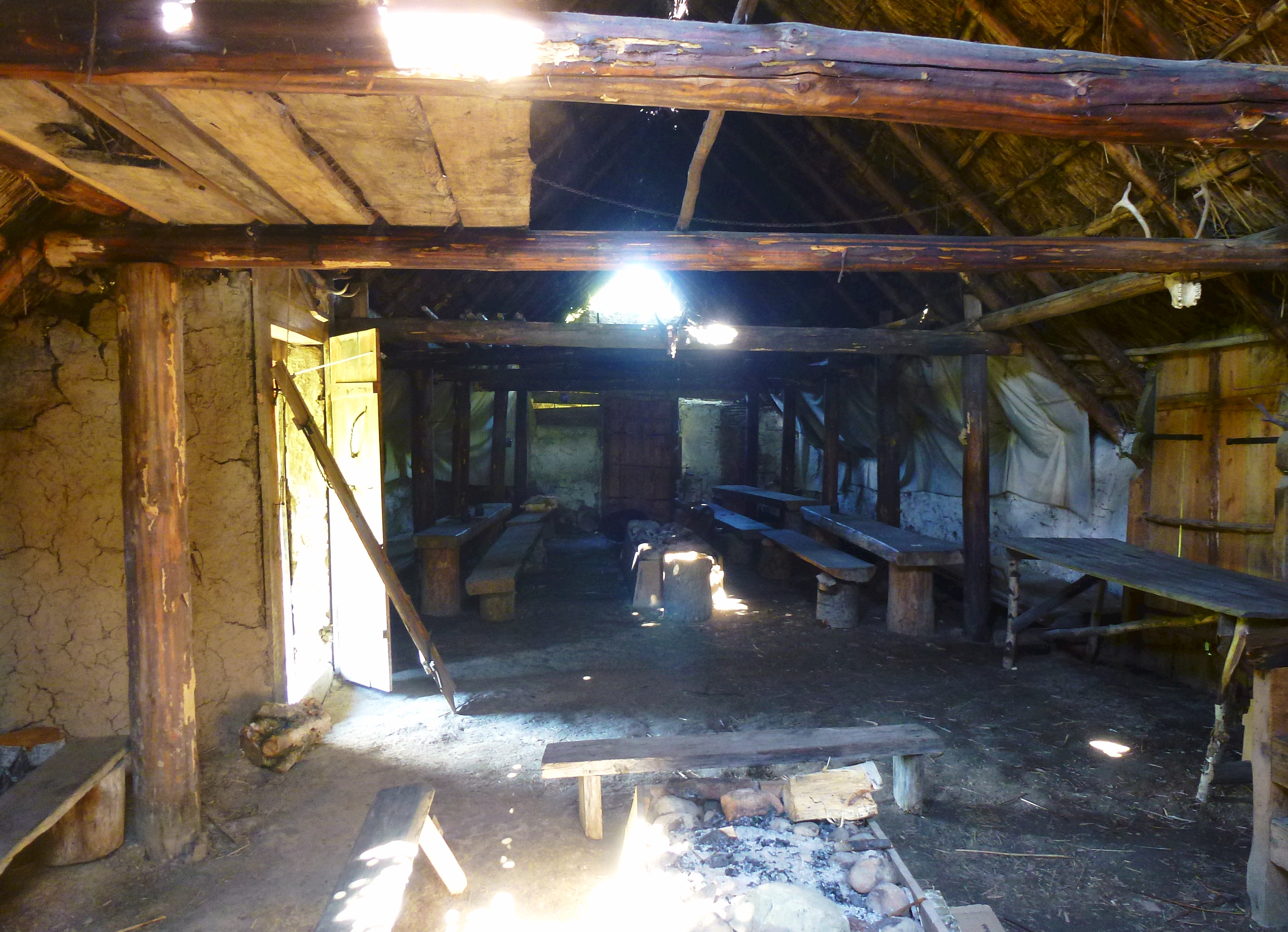
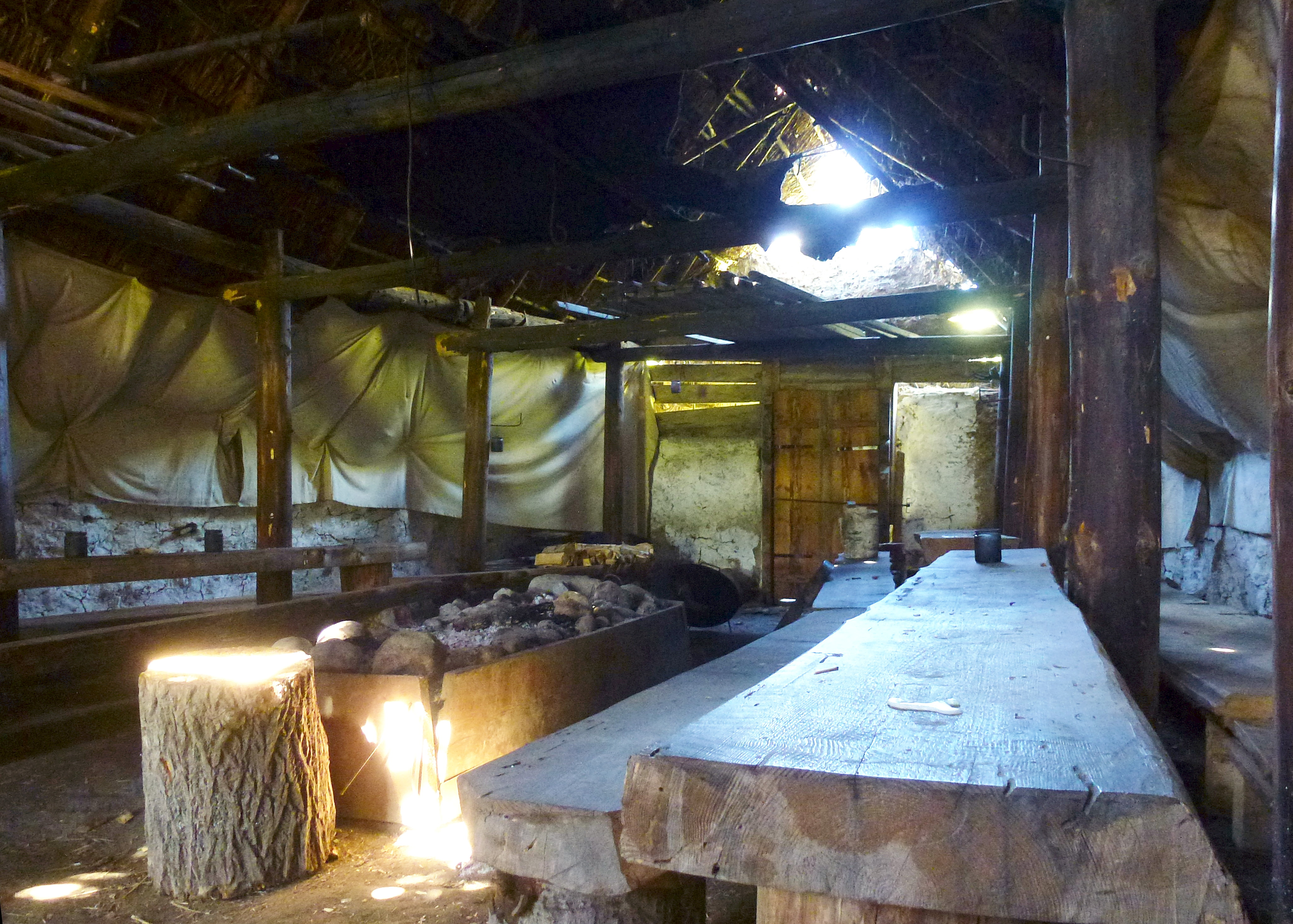
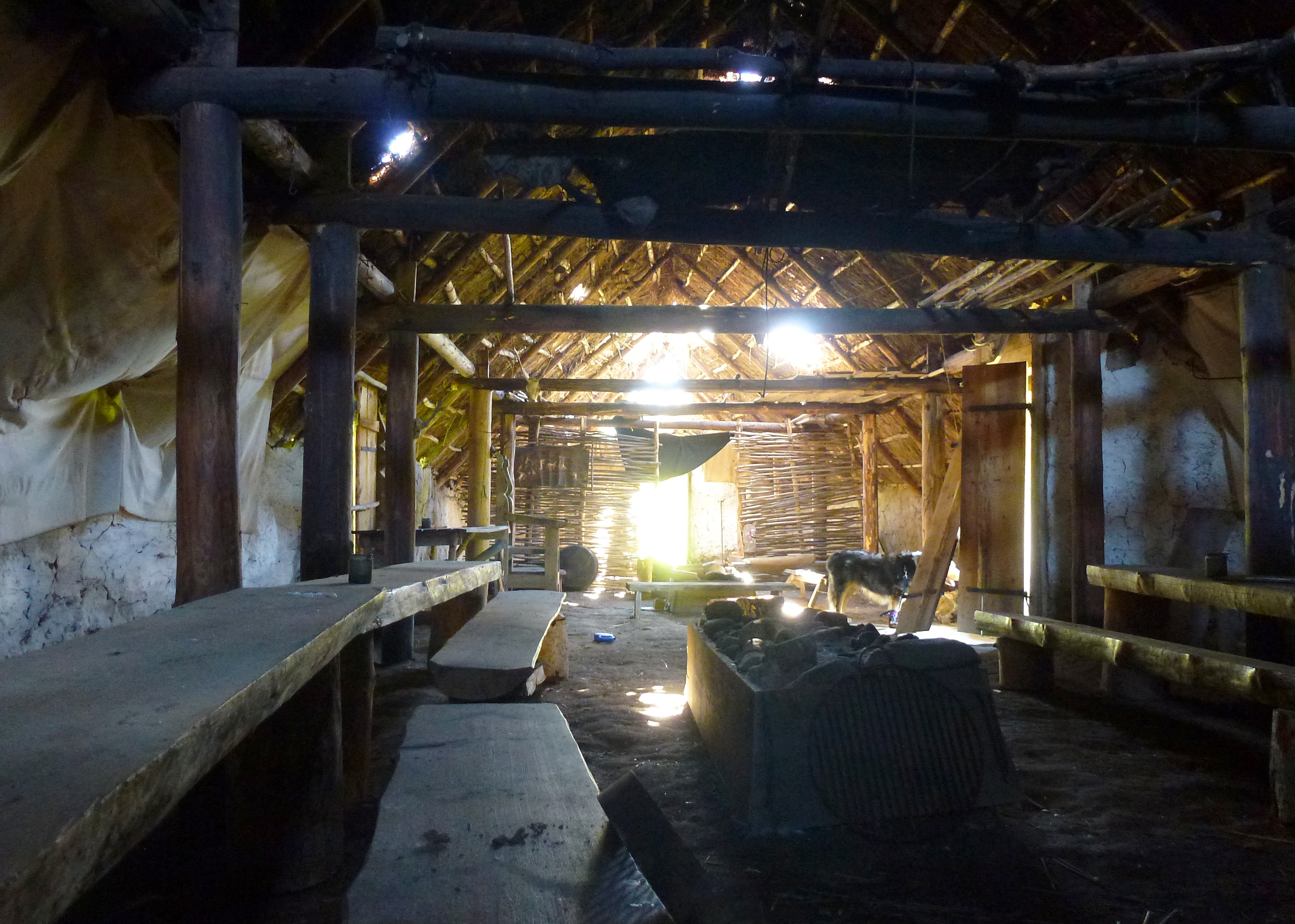